# Museo del violino
Le Musée du violon (en italien : Museo del violino) est un musée d'instruments de musique situé à Crémone. Le musée est surtout connu pour sa collection d'instruments à cordes qui comprend des violons, des altos, des violoncelles et des contrebasses fabriqués par des luthiers renommés, dont Antonio Stradivari et Guarneri del Gesù.

## Historique
Au moment de sa mort en 1883, Enrico Ceruti (en), un luthier et musicien italien prolifique et prospère, a transmis les objets de son atelier à Michelina, la veuve de son fils, Paolo. Michelina était à cette époque mariée en secondes noces à Giovanni Battista Cerani, qui était également un ami proche d'Enrico Ceruti. Cerani était un marchand et collectionneur d'instruments, qui a ensuite fait don de divers instruments de musique et modèles appartenant à de grands luthiers de violon crémonais, dont Antonio Stradivari à la ville de Crémone en 1893, et ainsi, le musée Stradivari (en italien : museo Stradivari) a été créé. Le musée a ensuite été enrichi par l'inestimable collection d'Ignazio Alessandro Cozio di Salabue (en), un comte italien connu comme le premier grand connaisseur et collectionneur de violons de son temps. Les notes méticuleuses de Cozio sur presque tous les instruments qui passaient entre ses mains ont énormément contribué à l'ensemble des connaissances entourant la lutherie italienne.
En 1920, une vaste collection d'outils originaux de la famille Stradivarius, tels que des modèles en bois, des documents et des équipements artisanaux pour la création d'instruments à cordes, ont été achetées aux descendants du comte par le luthier Giuseppe Fiorini de Bologne afin de créer une école italienne de lutherie. Cependant, après avoir échoué à faire cette entreprise au bout de dix ans, il a décidé de faire don de l'ensemble de la collection à la mairie de Crémone en 1930.
L'administration municipale de Crémone a ensuite créé la Salle Stradivari (en italien : Sala Stradivariana) à l'intérieur du Palazzo Affaitati, où tous les objets de la collection Salabue-Fiorini ont été exposés. Après un bref transfert des pièces au Palazzo dell'Arte et aux archives de l'État, elles ont ensuite été placées dans le musée Stradivarius, qui était divisé en trois salles : la première illustrait la construction de l'alto contralto selon l'école classique de Crémone; la deuxième salle exposait des instruments fabriqués par des luthiers italiens des XIXe et XXe siècles ; la dernière salle contenait seize expositions avec plus de 700 objets.
L'artisanat traditionnel du violon de Crémone (nom officiel en italien : Saperi e saper fare liutario della tradizione cremonese) a été déclaré patrimoine culturel immatériel par l'UNESCO le 5 décembre 2012, lors de la 7e session du Comité intergouvernemental à Paris.
Après deux ans de restauration du Palazzo dell'Arte, toute la collection a été définitivement transférée dans le bâtiment actuel du Museo del Violino qui a été officiellement inauguré le 14 septembre 2013.

## Salles d'exposition

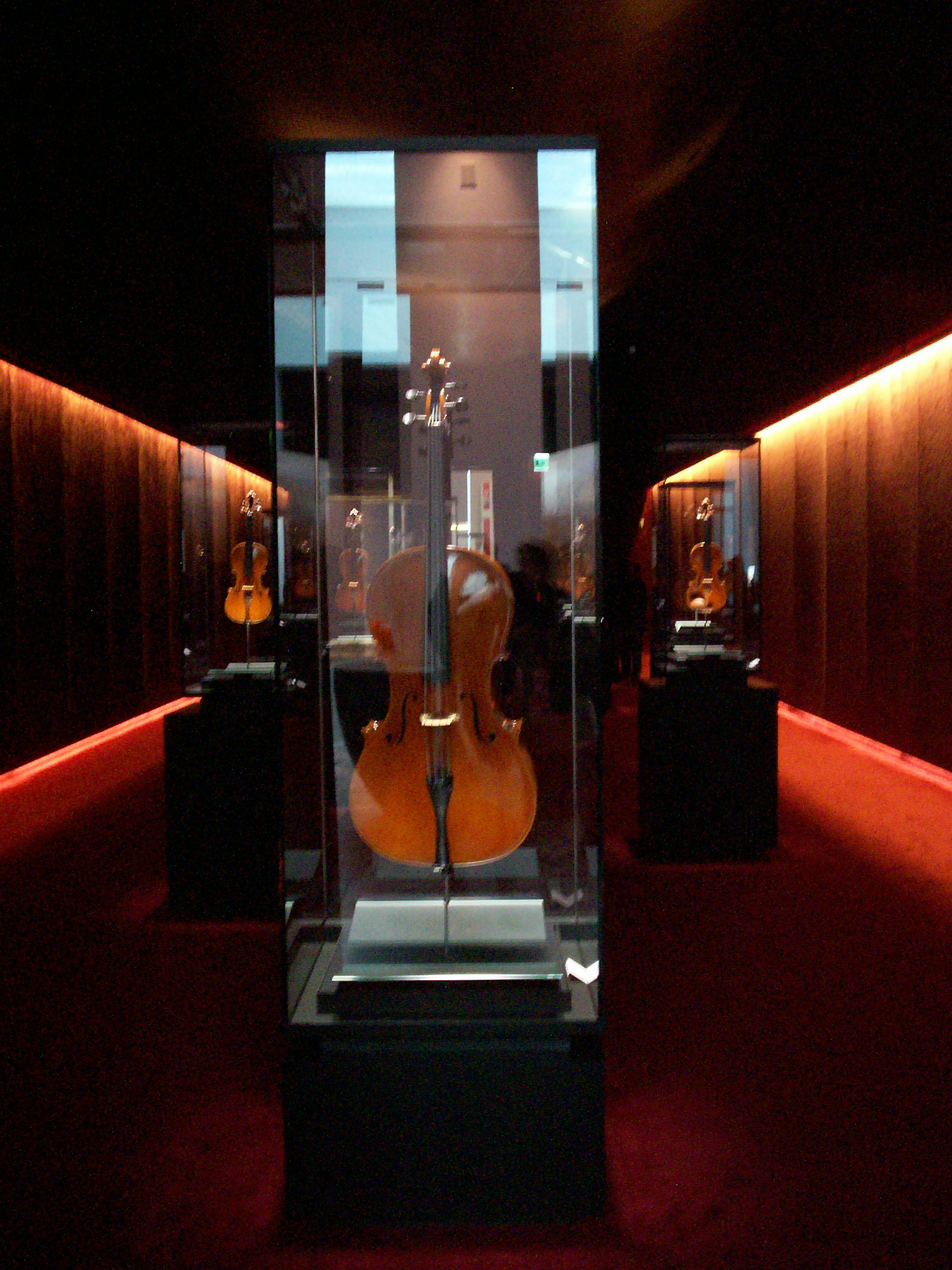
L'écrin aux trésors (salle 5)

Les collections du musée du violon sont organisées en dix salles :
- Salle 1 : Les origines du violon - Les objets exposés dans cette salle expliquent comment et quand est né le violon, ainsi que les instruments qui l'ont précédé. Les phases menant à la naissance du violon sont présentées ainsi que sa diffusion dans le nord de l'Italie et dans les cours européennes les plus importantes, en particulier la France, à l'époque de Catherine de Médicis ;
- Salle 2: L'atelier du luthier - La salle présente le processus de fabrication du violon, et expose les parties du violon, et les matériaux, outils et techniques utilisés pendant le processus de fabrication du violon ;
- Salle 3 : La diffusion du violon - Une partie de la salle explique la diffusion des violons modernes en Europe et dans le reste du monde du XVIe au XXe siècle. Une autre partie explique de manière didactique (visuelle et tactile) la construction du violon et de l'archet. Les explications sont accessibles aux non-voyants. Des extraits de concerts importants joués par des violonistes célèbres du XXe siècle sont diffusés par 24 haut-parleurs avec la technique audio en 3D. Les visiteurs ont l'impression de vivre au sein d'un orchestre en train de jouer ;
- Salle 4: Lutherie de Crémone classique - La salle présente aux visiteurs l'histoire de l'industrie de la lutherie de Crémone et les œuvres des célèbres familles de luthiers de Crémone ;
- Salle 5: L'écrin aux trésors - Cette salle abrite les instruments les plus importants donnés à la mairie de Crémone, qui comprennent des instruments fabriqués par Antonio Stradivari et par divers membres des familles Amati et Guarneri.
  - Liste des instruments :
  - Andrea Amati (1505c.-1577) – violon Carlo IX, 1566c.(Crémone, Commune de Crémone)
  - Girolamo Amati (1548c.-1630) – alto Stauffer, 1615 (Crémone, Fondation Walter Stauffer)
  - Nicolò Amati (1596-1684) – violon Hammerle, 1658c. (Crémone, Commune de Crémone)
  - Giuseppe Guarneri fiulius Andreæ (1666-1740) – violon Quarestani, 1689 (Crémone, Commune de Crémone)
  - Giuseppe Guarneri del Gesù (1698-1744) – violino Stauffer, 1734 (Crémone, Fondation Walter Stauffer)
  - Antonio Stradivari (1644c.-1737) – violoncello Stauffer – ex Cristiani, 1700 (Crémone, Fondation Walter Stauffer)
  - Antonio Stradivari (1644c.-1737) – violon Il Cremonese, 1715 (Crémone, Commune de Crémone)
  - Antonio Stradivari (1644c.-1737) – violon Vesuvius, 1727 (Crémone, Commune de Crémone)
  - Antonio Stradivari (1644c.-1737) – violon Clisbee, 1669 (Crémone, Commune de Crémone)
  - Antonio Stradivari (1644c.-1737) – guitare Sabionari (1679)
- Salle 6 : Outils de Stradivari - Plus de 700 objets exposés, des dessins et des outils de l'atelier d'Antonio Stradivari, transmis au musée sont exposés dans cette salle. La plupart des objets exposés ont été offerts à la mairie de Crémone en 1930 par le célèbre luthier italien Giuseppe Fiorini ;
- Salle 7 : Le crépuscule et la renaissance de la lutherie - La salle est dédiée aux événements de la lutherie de Crémone après la mort d'Antonio Stradivari de la fin du XVIIe au début du XIXe siècle ;
- Salle 8 : Les concours triennaux de lutherie - Depuis 1976, un concours international triennal organisé à Crémone, désormais organisé par la Fondazione Stradivari (La Fondation Stradivari), a décerné des prix aux meilleurs instruments modernes sélectionnés par un jury composé de luthiers et de musiciens. La collection permanente de lutherie contemporaine rassemble dans cette salle les violons, altos, violoncelles et contrebasses lauréats des 13 derniers concours ;
- Salle 9 : Amis de Stradivari – dédiée aux expositions temporaires d'instruments d'autres collectionneurs et musées ;
- Salle 10 : Le violon au cinéma - C'est ici que sont projetés des extraits de films sur les luthiers crémonais.

## Autres centres d'intérêts

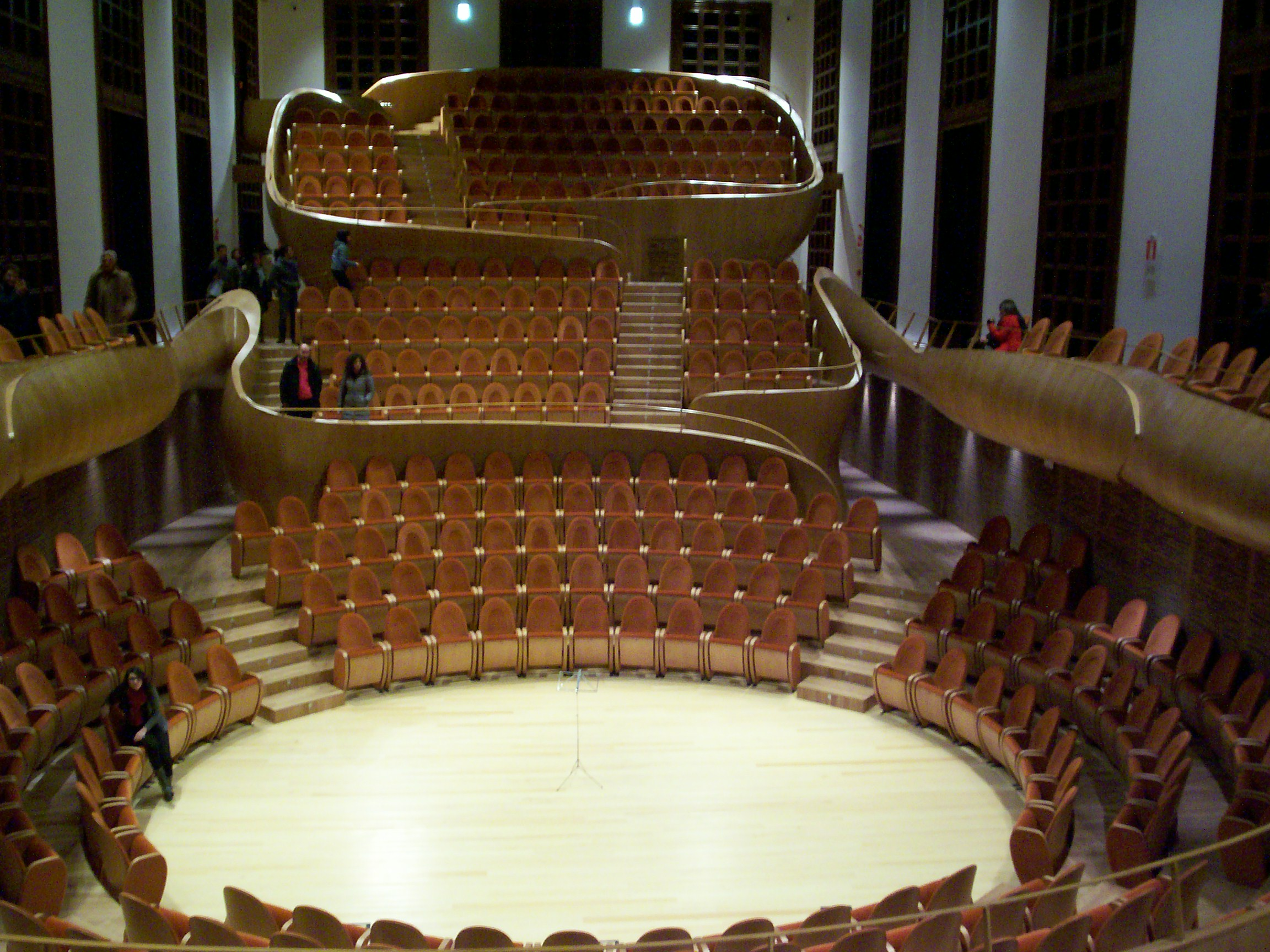
L'Auditorium Giovanni Arvedi

Au fond du musée, dans ce qui était à l'origine la salle de réunion du Palazzo dell'Arte, un auditorium de 464 places qui porte le nom de l'entrepreneur Giovanni Arvedi, a été conçu et construit par les architectes Giorgio Palù, Michele Bianchi et l'ingénieur acousticien Yasuhisa Toyota. Solistes et orchestres de chambre se produisent sur une petite scène elliptique d'une superficie de 85 m2, située au milieu de la salle.
En outre, deux laboratoires de recherche scientifique ont été créés par l'École polytechnique de Milan et l'Université de Pavie, pour l'étude scientifique de la lutherie et la recherche diagnostique.
À l'extérieur du musée se trouve une sculpture moderne nommée L'anima della musica (L'âme de la musique), créée par l'artiste catalan Jaume Plensa, représentant un homme assis par terre, jambes repliées, mesurant 4 mètres de haut et dont le corps est fait de portées de musique entrelacées et chargées de notes et de signes de musique.
Une salle propose la visualisation de deux films, l'un sur la ville en août 1954 dell'Archivio Luce, l'autre sur la fabrication d'un violon datant des années 1970.
Les photos de luthiers contemporains y sont exposés, représentés par la « Collection Permanente de Lutherie Contemporaine », avec la promotion du réseau friends of Stradivari.